# 5823 Oryo
5823 Oryo è un asteroide della fascia principale. Scoperto nel 1989, presenta un'orbita caratterizzata da un semiasse maggiore pari a 2,7738239 UA e da un'eccentricità di 0,1627720, inclinata di 7,96984° rispetto all'eclittica.